# Upernavik
Upernavik (anglicky Uppernavik) je město v kraji Avannaata v Grónsku. V roce 2017 tu žilo 1059 obyvatel, takže je to nejmenší město nad 1000 obyvatel, třetí největší město kraje Avannaata a třinácté největší město Grónska. Je to také nejseverněji položené město Grónska nad 1000 obyvatel a čtvrté nejsevernější město světa nad 1000 obyvatel (severněji jsou ještě kanadský Pond Inlet (1 315 obyvatel), ruská Jurjung-Chaja (1 148 obyvatel) a špicberský Longyearbyen (2 144 obyvatel)).

## Doprava
Za Upernavikem se nachází stejnojmenné letiště, ze kterého je možné létat do Qaanaaqu, Qaarsutu a Ilulissatu. Lety provozuje Air Greenland a v osadách v Upernavickém souostroví se používají především vrtulníky Bell 212. Je také možná lodní doprava přes místní lodní přístav.

## Upernavické souostroví

Upernavik v Upernavickém souostroví

Upernavik se nachází v Upernavickém souostroví (pojmenovaném podle samotného Upernaviku), obrovském souostroví u severovýchodního pobřeží Baffinova zálivu. Ostrov Upernavik má rozlohu asi 7 km2 a je asi 103 km vzdálen od poloostrova Sigguup Nunaa.

## Počet obyvatel
Počet obyvatel Upernaviku byl v posledních dvou desetiletích stabilní, důvodem byla migrace obyvatel z menších osad na Upernavickém souostroví do Upernaviku, ta ovšem v několika posledních letech ustává a počet obyvatel Upernaviku od roku 2008 klesá.

## Klima
Upernavik má klima tundry. Zimy jsou velice chladné a sněžné a léta jsou chladná a přechodně deštivá. Kvůli nejvyšší průměrné teplotě 5,2 °C v červenci tu nemohou růst žádné stromy. Nejvlhčí je podzim, nejsušší je jaro. S ročními srážkami 251 mm je Upernavik jedním z nejsušších míst v Grónsku.

| Upernavik – podnebí                   | Upernavik – podnebí | Upernavik – podnebí | Upernavik – podnebí | Upernavik – podnebí | Upernavik – podnebí | Upernavik – podnebí | Upernavik – podnebí | Upernavik – podnebí | Upernavik – podnebí | Upernavik – podnebí | Upernavik – podnebí | Upernavik – podnebí | Upernavik – podnebí |
| Období                                | leden               | únor                | březen              | duben               | květen              | červen              | červenec            | srpen               | září                | říjen               | listopad            | prosinec            | rok                 |
| ------------------------------------- | ------------------- | ------------------- | ------------------- | ------------------- | ------------------- | ------------------- | ------------------- | ------------------- | ------------------- | ------------------- | ------------------- | ------------------- | ------------------- |
| Nejvyšší teplota [°C]                 | 11,0                | 8,0                 | 10,0                | 8,5                 | 14,0                | 18,0                | 18,2                | 19,9                | 14,3                | 13,0                | 8,6                 | 8,5                 | 19,9                |
| Průměrné denní maximum [°C]           | −13,6               | −15,8               | −16,4               | −9,5                | −1,3                | 3,9                 | 8,0                 | 7,7                 | 3,0                 | −2,1                | −6,5                | −11,2               | −4,5                |
| Průměrná teplota [°C]                 | −16,7               | −19,1               | −19,8               | −13,1               | −3,9                | 1,5                 | 5,2                 | 5,1                 | 0,9                 | −3,9                | −8,6                | −13,7               | −7,2                |
| Průměrné denní minimum [°C]           | −19,8               | −22,3               | −23,2               | −16,6               | −6,5                | −0,9                | 2,4                 | 2,5                 | −1,1                | −5,8                | −10,7               | −16,1               | −9,8                |
| Nejnižší teplota [°C]                 | −32,2               | −38,4               | −39,0               | −30,2               | −22,6               | −7,0                | −4,0                | −3,8                | −12,2               | −14,5               | −25,6               | −31,6               | −39,0               |
| Průměrné srážky [mm]                  | 12                  | 13                  | 8                   | 14                  | 10                  | 14                  | 29                  | 26                  | 38                  | 33                  | 34                  | 20                  | 251                 |
| Sněžení [cm]                          | 9,0                 | 8,5                 | 6,7                 | 9,0                 | 7,8                 | 5,5                 | 1,0                 | 0,7                 | 8,2                 | 12,8                | 15,9                | 14,7                | 99,8                |
| Dní s deštěm                          | 3,6                 | 3,8                 | 3,0                 | 3,6                 | 3,2                 | 3,8                 | 5,4                 | 5,1                 | 8,5                 | 8,1                 | 9,2                 | 7,3                 | 64,6                |
| Zdroj: Dánský meteorologický institut |                     |                     |                     |                     |                     |                     |                     |                     |                     |                     |                     |                     |                     |

## Galerie

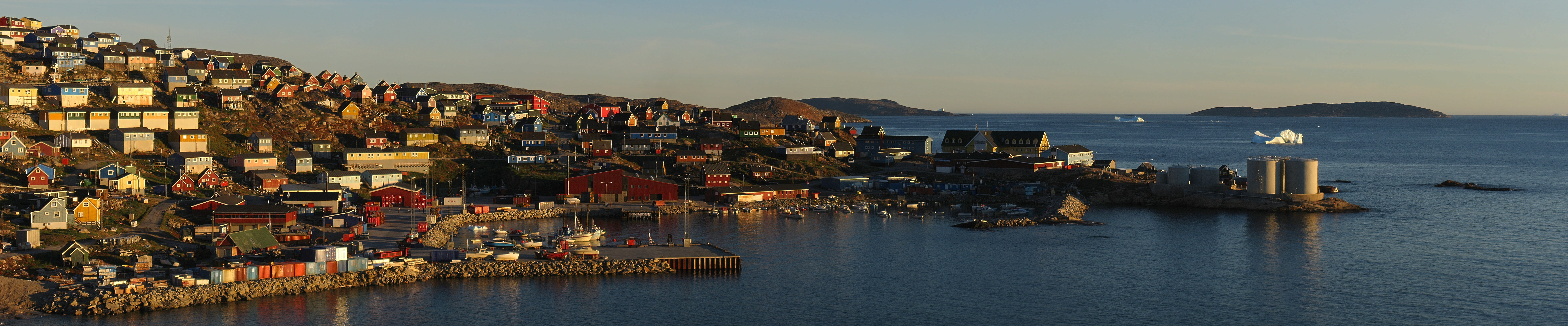
Panorama Upernaviku

Hřbitov v Upernaviku
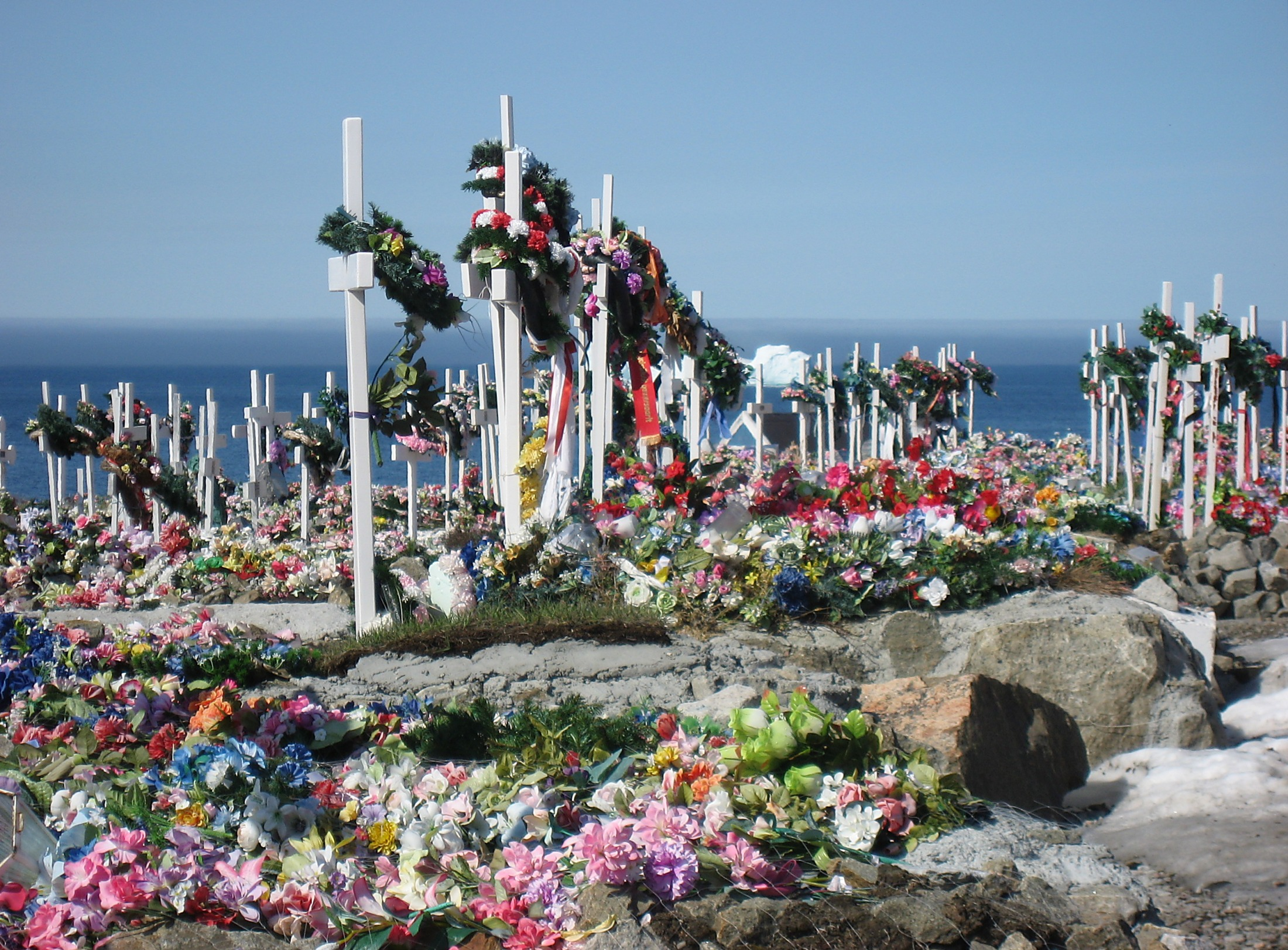
Hřbitov v Upernaviku, kříže jsou zdobeny umělými květinami
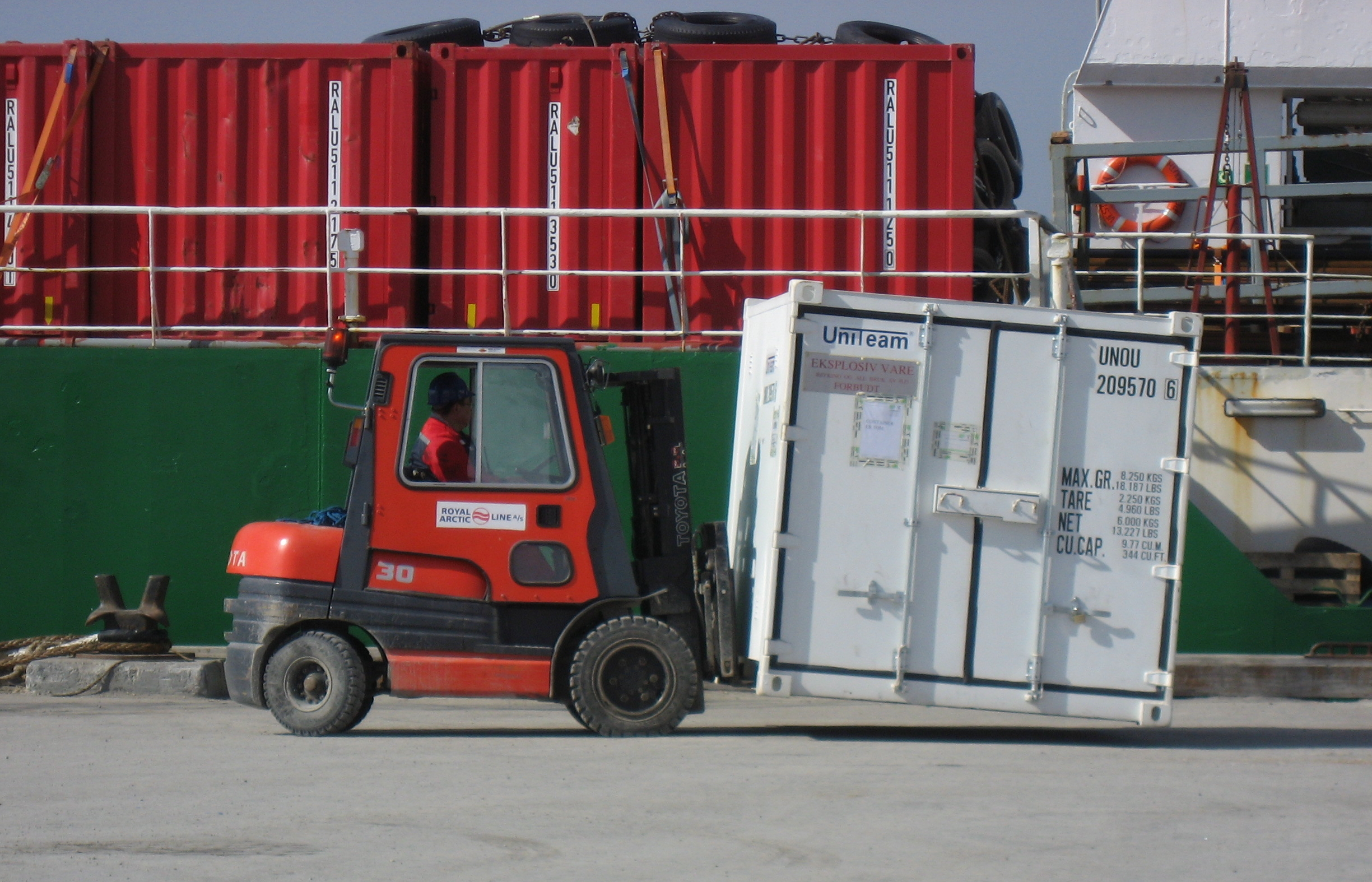
Bagr v Upernaviku
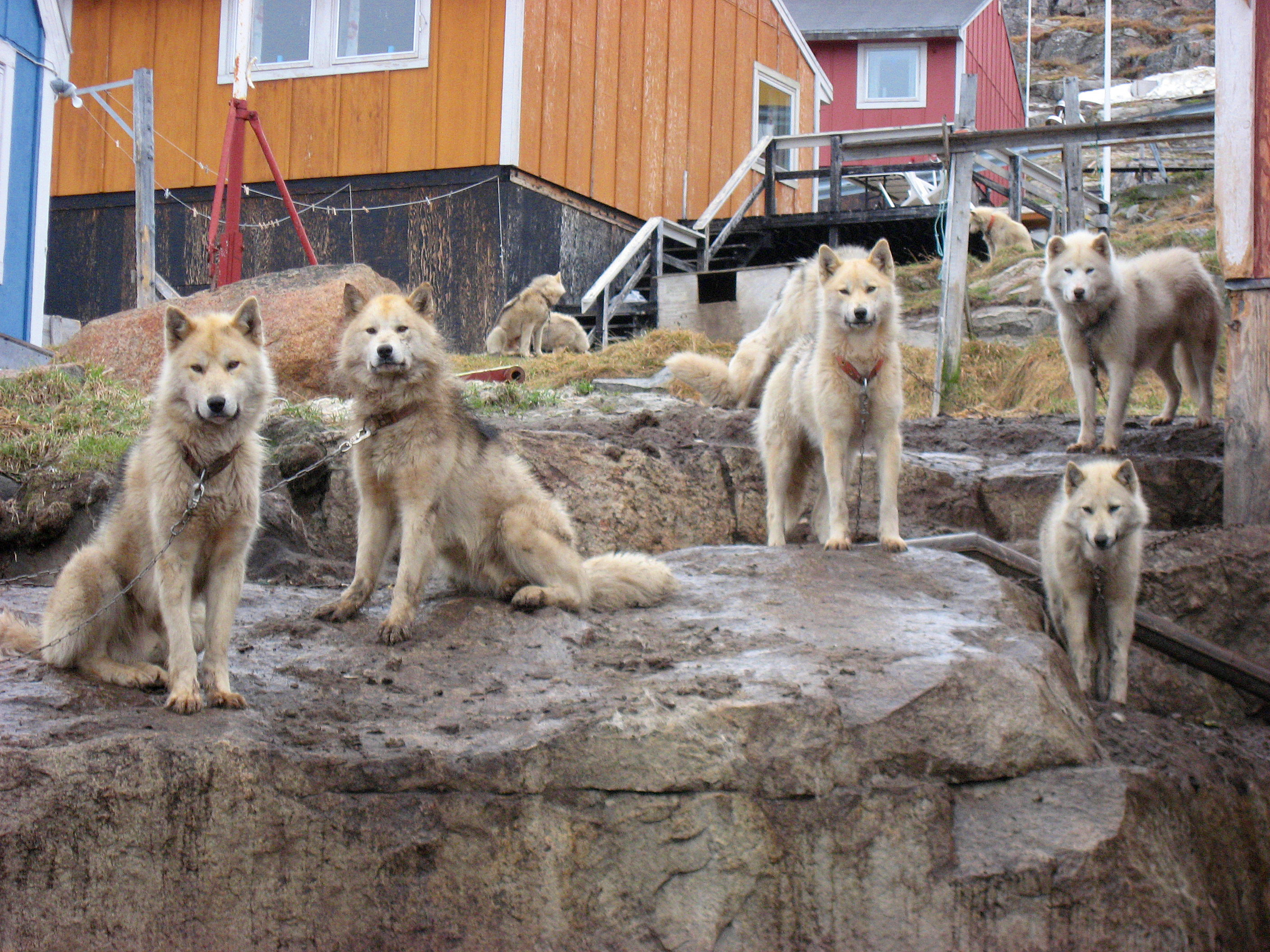
Tažní psi žijící v Upernaviku
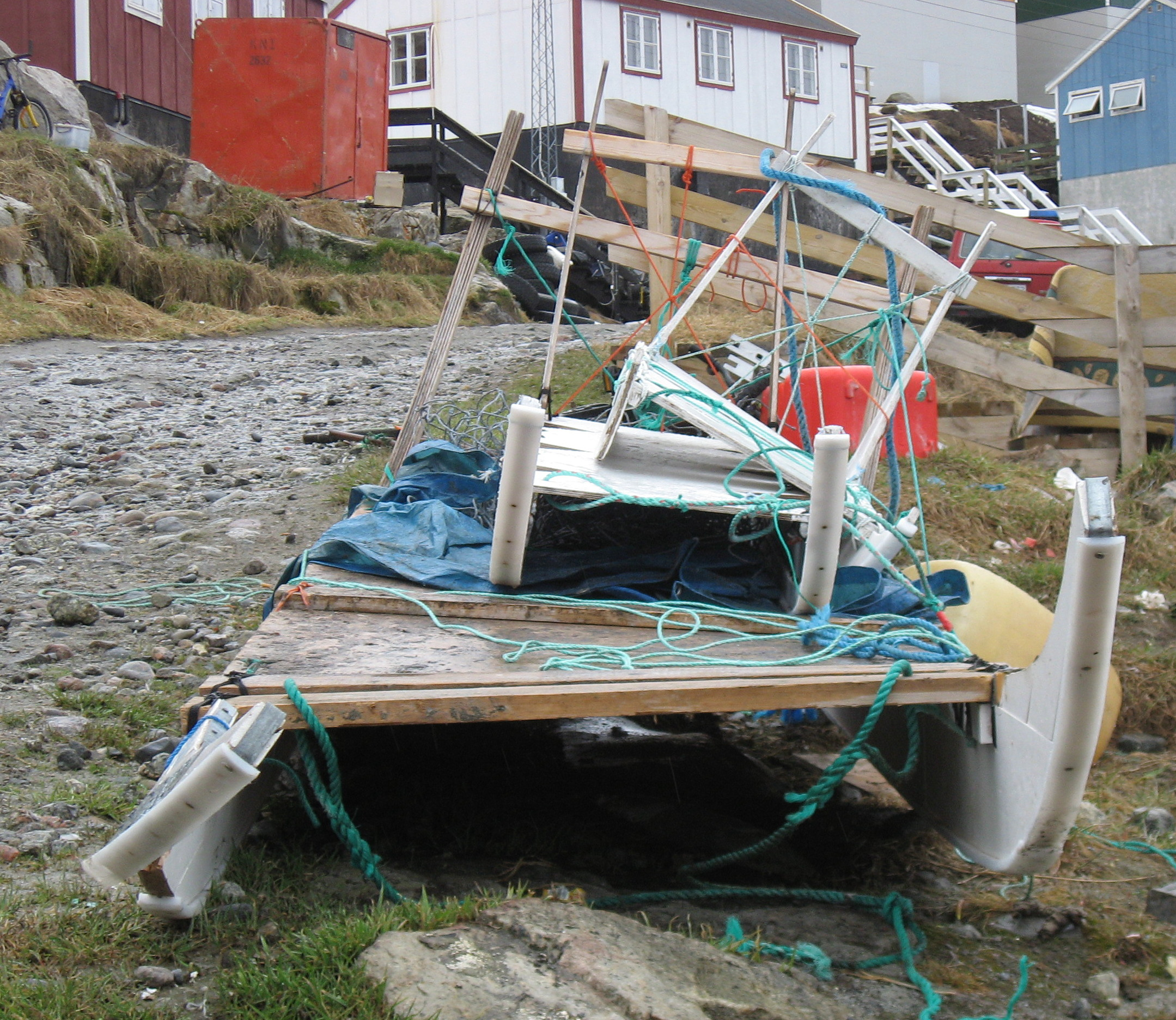
Sáně tažené psím spřežením v Upernaviku
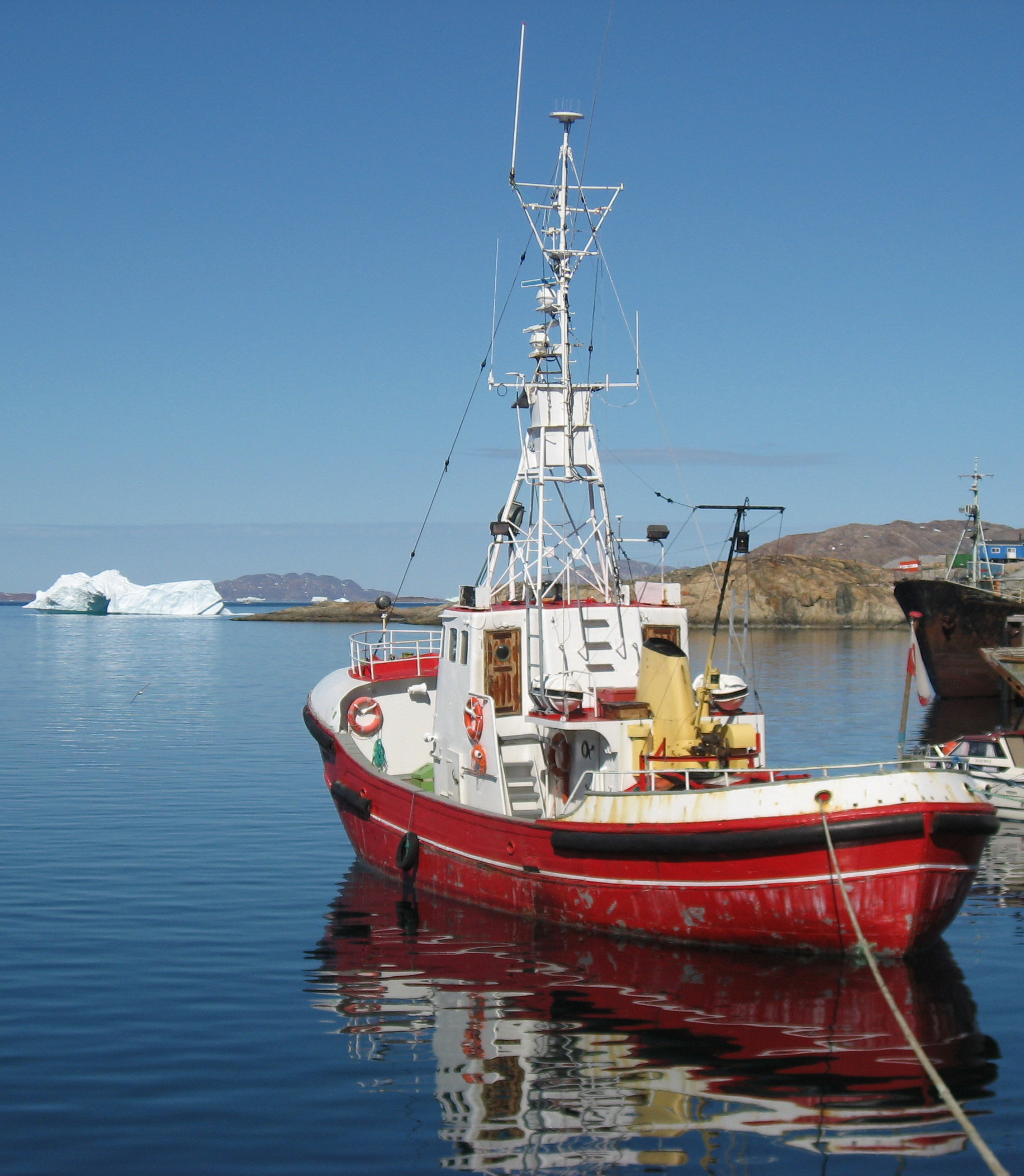
Loď u Upernaviku